# Thurston Moore
Thurston Joseph Moore (Coral Gables, Florida, 25 de julio de 1958) es un músico estadounidense conocido por ser vocalista, guitarrista, compositor y cofundador de la banda de rock Sonic Youth y Chelsea Light Moving. Ha colaborado en numerosos proyectos musicales y ha grabado más de una decena de discos solistas, además es el fundador de la compañía discográfica Ecstatic Peace!.

## Inicios
Moore nació en Coral Gables, Florida pero creció en Bethel, Connecticut. Aunque se enlistó en la Universidad Estatal del Oeste de Connecticut, optó por mudarse a Nueva York atraído por la creciente escena post punk no wave.
Una vez ahí Moore perteneció por un corto tiempo a la banda punk Even Worse. Después de abandonar la banda Moore y Lee Ranaldo aprendieron técnicas experimentales de guitarra en las "orquestas de guitarras" de Glenn Branca.
Él trabajó con Jad Fair, Lydia Lunch, Maryanne Amacher, DJ Spooky, William Hooker, Daniel Carter, Christian Marclay, Mike Watt, Loren Mazzacane Connors, William Winant, Richard Hell, Mats Gustafsson, Don Fleming, The Thing, Nels Cline, Cock ESP, John Moloney, The Ex, Yamantaka ojos, Chris Corsano, Jemina Perla, Yoko Ono y Mi Cat is an Alien.

## Sonic Youth
Moore y Ranaldo formaron Sonic Youth, siendo ellos los guitarristas y Moore como vocalista. La banda firmó en un inicio con Neutral Records para después cambiarse a la discográfica SST
Él y Lee Ranaldo son conocidos músicos experimentales, hacen uso extensivo de afinaciones poco usuales de guitarra, modificando sus instrumentos para darles entonaciones únicas. Para sus actuaciones en vivo llegan a tener listas alrededor de cincuenta guitarras para cada presentación, usando algunas para sólo una canción. Son famosos también por usar destornilladores y baquetas de batería para tocar sus instrumentos. En el 2004 la revista Rolling Stone enlistó a Thurston Moore y a Lee Ranaldo en el 33° y 34° lugar de su lista de Los 100 mejores guitarristas de la historia. Actualmente, se encuentra en el puesto n.º 99 según la revista estadounidense Rolling Stone.
En 1984 se casó con Gordon, bajista y vocalista de Sonic Youth; tuvieron una hija: Coco Hayley Moore, nacida el 1 de julio de 1994.
Su residencia era en Northampton, MA.
En octubre de 2011, confirman oficialmente su divorcio tras 27 años de matrimonio, concluyendo así también, con la carrera de Sonic Youth.

## Discografía
- Piece For Yvonne Rainer - con Yoshimi y Mark Ibold (1996, Sunship)
- MMMR - Loren Mazzacane Connors, Jean-Marc Montera, Thurston Moore y Lee Ranaldo (1997, Número Zero Audio)
- Legend of the Blood Yeti (1997) The Thirteen Ghosts, Derek Bailey y Thurston Moore
- Root (album) (1999, Lo Recordings)
- Flipped Out Bride (2006, Blossoming Noise)
- Trees Outside the Academy (2007, Ecstatic Peace!)
  - "Wonderful Witches" sencillo (2007)
- Mature, Lonely + Out of Control/Alternative Hair Styles (2008, Nihilist Records)
- Built For Lovin (2008, Lost Treasures of the Underworld)
- Sensitive/Lethal (2008, No Fun Productions)
- 1993 - Shamballa (Knitting Factory|Knitting Factory Works) con William Hooker y Elliot Sharp
- Symphony No. 1 (con Glenn Branca, Lee Ranaldo y otros)
- Burning Sulfur (2015, con Pvre Matrix)

### En solitario
- Psychic Hearts (1995, Geffen)
- Demolished Thoughts (2011, Matador Records)
- The Best Day (2014,Matador / Popstock!)
- Rock n Roll Consciousness (2017,Caroline International)
- Spirit Councel (2019, Daydream Library)
- By the Fire (2020, Daydream Library)

### Chelsea Light Moving
- Chelsea Light Moving - Chelsea Light Moving, 2013, Matador Records.